# Predelska baterija
Predelska baterija (Batterie Predilsattel) je bila na izmed šestih koroških utrdb, ki so zapirale pot v dolino Ziljice in naprej v središče Avstrije. Utrdbo so zgradili kot podporo utrdbi pri Rabeljskem jezeru. Ker je bila na začetku prve svetovne vojne, kot večina utrdb, že zastarela, nikoli ni služila svojemu pravemu namenu, zato so jo kmalu po začetku vojne razorožili. Njene tri topove so premestili v kaverno nekaj sto metrov nad utrdbo, od koder so vse do konca vojne obstreljevali italijanske položaje v okolici Nevejskega prelaza. Danes je utrdbo še moč videti, vendar je v zelo slabem stanju.  

## Utrdba
Ker topovi v utrdbi pri Rabeljskem jezeru niso bili namenjeni boju na večje razdalje, se je vojno ministrstvo leta 1896 odločilo, da utrdbo dopolnijo z manjšo topniško utrdbo na prelazu Predel. Za gradnjo je bilo namenjeno le 150.000 kron. 
Gradnja se je začela 22. junija 1897 kakih 300 metrov zahodno od sedla, na katerem sedaj poteka meja med Slovenijo in Italijo, zaključila pa se je 24. septembra 1898. Topove so namestili leto pozneje, v uporabo pa so jo predali leta 1900. Ker so bili načrti za utrdbo narejeni že leta 1892, je bila utrdba sedem let pozneje že zastarela in bi v najslabšem primeru lahko zdržala le granate do kalibra 105 mm. Stanje je poslabšala še majhna količina betona, saj je bila večina zidov iz kamenja. Njena velika slabost je bila tudi način postavitve in lokacija tako, da so jo imeli italijanski topničarji ob izbruhu vojne kot na dlani.
Utrdba je bila oborožena s tremi 12 cm topovi M. 80, dvema mitraljezoma Schwarzlose M. 7, ki sta obvladovala cesto Rabelj-Predel, poleg tega pa je imela utrdba še 25 trdnjavskih podnožij za puške. Za osvetljevanje ciljev je utrdba imela na razpolago tudi tri acetilenske žaromete. Leta 1906 je utrdba doživela posodobitev, dobila je oklepno opazovalnico. Leto pozneje pa so streho utrdbe prekrili s 50–75 cm debelo plastjo betona in tako dosegli višjo stopnjo zaščite. Posadka je štela šest častnikov, zdravnika in 117 mož; v vojnem času pa tri častnike, 129 mož celovškega 1. gorskega strelskega polka ter tri častnike in 98 topničarjev 2. rezervne čete 4. bataljona trdnjavskega topništva.

## Utrdba med vojno
Oktobra 1914 so se v vojaškem poveljstvo odločili, da poleg utrdbe ob Rabeljskem jezeru razorožijo tudi Predelsko utrdbo, ki je bila v tistem času prav tako že zastarela. Njene topove so kmalu po začetku vojne premestili v dve topniški kaverni na jugozahodnem pobočju Predelskih glav, ki so se med vojno imenovale Predilkopf.
Nekateri italijanski viri trdijo, da naj bi bil prvi strel na soški fronti izstreljen prav iz Predelske utrdbe, 23. maja 1915 točno ob osmih zvečer kar štiri ure pred uradnim začetkom vojne. Po avstrijskih virih pa so iz topov začeli streljati naslednji dan 24. maja ob 10. uri zjutraj. Italijani pa so udarec vrnili šele tri dni kasneje. Sprva so na utrdbo streljali s 149 mm topovi, čez dva dni pa so se obstreljevanju pridružile še 210 mm granate. Tik pred začetkom obstreljevanja v noči s 25. maja na 26. maj se je Avstrijcem posrečilo v kaverno odnesti prvi top. Preostala dva pa sta med tem obstreljevala italijanske položaje na Nevejskem prelazu. Konec maja je utrdba doživela kratkotrajno zatišje, kar je posadka izkoristila in iz utrdbe odnesla ves zaloge. 1. junija se je obstreljevanje nadaljevalo – da ne bi prišlo do nepotrebnih žrtev, se je iz utrdbe umaknila večina posadke.
Med 7. in 11. junijem se je posadki posrečilo iz utrdbe odnesti še drugi top in vso opremo. 12. junija so želeli premestiti še zadnji top, vendar je priprave prekinilo obstreljevanje dveh 305 mm havbic. Po dveh dneh obstreljevanja je bila trdnjava tako poškodovana, da se jo ni dalo več popraviti. Zadnji top so iz utrdbe v novo kaverno preselili med 16. in 21. junijem, ko je obstreljevanje začasno ponehalo. Utrdba je bila tako dokončno razorožena. Vendar Italijani tega niso vedeli, zato so z obstreljevanjem nadaljevali do konca julija, ko so šele odkrili, da dva trdnjavska topova streljata iz kaverne nad utrdbo. Poskušali so ju zadeti, vendar se jim to do konca vojne ni nikoli posrečilo.

## Utrdba danes
Med vojno je bila utrdba zaradi italijanskega topniškega obstreljevanje zelo poškodovana. Med obema vojnama so iskalci železa iz zidov izpulili jeklene ščite za topove, kar je utrdbo še dodatno poškodovalo. Po vojni je utrdba doživela nekaj prezidav in dozidav, tako da je utrdba danes v zelo slabem stanju. Pred njo stojita dva topova iz druge svetovne vojne, ki pa s samo utrdbo nista povezana.